# 裕庚

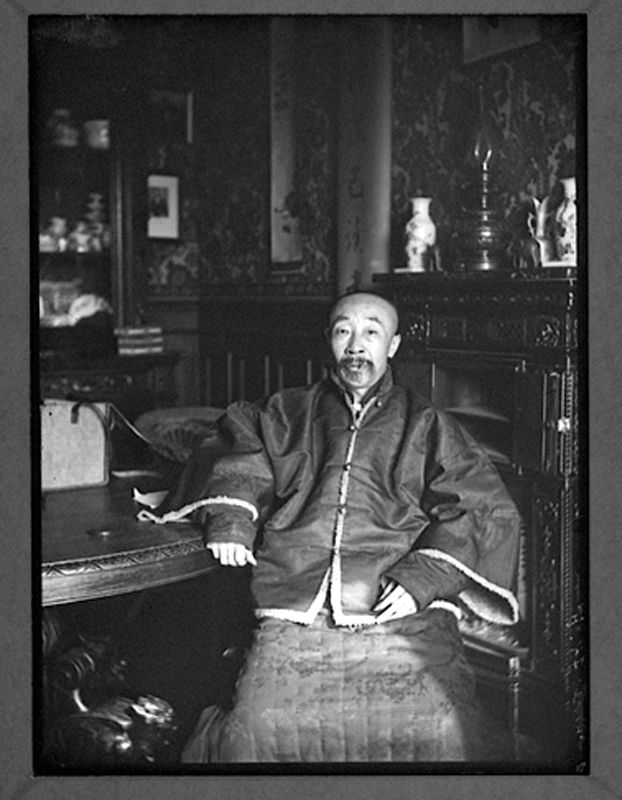
裕庚

裕庚（ゆうこう、満洲語：ᡳᠣᡳᡤᡝᠩ　転写：ioigeng、? - 1905年12月18日）は、清末の漢軍正白旗出身の官僚・外交官。字は朗西。本姓は徐氏。
科挙の優貢出身。光緒21年（1895年）、広東省の恵潮嘉道道員・四品京堂銜となる。同年、出使日本大臣（駐日公使）として日本に赴任。光緒24年（1898年）に帰国し、太僕寺少卿銜として総理各国事務衙門で勤務。1899年、出使仏国大臣として赴任。1902年、帰国。1905年、上海で病死。
継室は、アメリカ人の父と中国人の母の間に生まれたルイーザ・ピアソン。
2人の娘の徳齢と容齢は、西太后のもとに仕え、外国公使夫人との交際の際に通訳を務めた。後に徳齢は英文で清朝宮廷を題材にした作品を発表する作家となり、容齢はバレエ舞踏家になった。長男（正室の子）は奎齢。次男の勛齢も宮廷で雑用係を務め、写真撮影ができたために西太后の宮廷生活写真を撮影している。三男の馨齢は張之洞に仕えた。